# Ernest J. King
Pour les articles homonymes, voir King.
Ernest Joseph King, né le 23 novembre 1878 à Lorain (Ohio) et mort le 25 juin 1956 à Kittery (Maine), est le commandant en chef de la Flotte des États-Unis et le chef des opérations navales (COMINCH-CNO) durant la Seconde Guerre mondiale. L'exercice conjoint de ces deux fonctions est un cas unique dans l'histoire de l'US Navy.
À ce titre, l'amiral King était membre de la réunion des chefs d’état-major (Joint Chiefs of Staff) américains. Il était chargé de la planification et de l'administration de l'U.S. Navy. Mais il était aussi extrêmement présent dans la conduite des opérations navales. Il a été alors le deuxième plus haut gradé de la Marine américaine après l'amiral Leahy, précurseur du poste de chef d'État-Major des armées, et le supérieur direct de l'amiral Nimitz, commandant de la Flotte du Pacifique. Il servit dans ces fonctions sous les secrétaires à la Marine Frank Knox puis James Forrestal. Il a été promu amiral de la Flotte le 17 décembre 1944.

## Carrière avant la Seconde Guerre mondiale
Ernest J. King est né à Lorain (Ohio), le 23 novembre 1878, fils de James Clydesdale et Elizabath Keam King. Il étudie à l'Académie navale d'Annapolis à partir de 1897 jusqu'en 1901, où il est classé quatrième de sa promotion. Au cours de sa dernière année à l'Académie, il atteint le grade d'aspirant lieutenant-commander, le grade d'aspirant le plus élevé à cette époque.

### Dans la flotte de surface
Alors qu'il était encore à l'Académie, il sert sur l'USS San Francisco (en) au cours de la guerre hispano-américaine. Après l'obtention de son diplôme, il servit comme officier subalterne sur le patrouilleur USS Eagle (en), puis successivement à bord des cuirassés USS Illinois, USS Alabama, et USS New Hampshire, ainsi que sur le croiseur USS Cincinnati (en).
Alors qu'il était encore à l'Académie navale, il rencontre Martha Rankin (« Mattie ») Egerton, jeune fille de la haute société de Baltimore, qu'il épouse en 1905, avec laquelle il aura six filles et un garçon.
Le lieutenant (en français : lieutenant de vaisseau) King est affecté en service à terre à Annapolis en 1912. Il reçoit son premier commandement, le destroyer USS Terry (en) en mai 1914, participant à l'occupation américaine de Veracruz. Il commande ensuite un destroyer plus récent, l'USS Cassin (en).
Lors la Première Guerre mondiale, il sert à l'état-major du vice-amiral Mayo, commandant-en-chef de la Flotte de l'Atlantique. Il effectue alors de fréquentes visites après de la Royal Navy et a de temps en temps la possibilité de voir l'action sur des bâtiments britanniques en tant qu'observateur. Il semble que son antipathie à l'égard de la Royal Navy s'est développée durant cette période, bien que les raisons en soient toujours obscures. Il est décoré de la Navy Cross « pour services distingués rendus dans la conduite de ses fonctions en tant que chef d'état-major adjoint de la Flotte de l'Atlantique ».
Promu captain (en français : capitaine de vaisseau) en septembre 1918, King devint, après la guerre, chef de l'École navale supérieure. Avec les capitaines de vaisseau Dudley Knox Wright et William S. Pye, King rédigea un rapport sur l'entraînement naval qui recommandait des changements sur la formation maritime et les parcours professionnels. La plupart des recommandations du rapport furent acceptées et devinrent officielles.
En tant que jeune captain, le meilleur commandement à la mer qu'il réussit à obtenir en 1921 fut le bâtiment de soutien logistique (transport de vivres) USS Bridge (en). Le développement relativement nouveau de la force sous-marine offrait de meilleures perspectives d'avancement.

### Dans la flotte sous-marine
De 1923 à 1925, il occupa plusieurs postes liés à des sous-marins. King participa à une formation de courte durée à la base navale sous marine de New London, avant de prendre le commandement d'une division de sous-marins, arborant sa marque de commandement sur le sous-marin USS S-20 (en). Il n'a jamais obtenu son insigne de sous-marinier qualifié (en), bien qu'il ait proposé et conçu le désormais familier insigne du dauphin.
En 1923, il prit le commandement de la base sous-marine elle-même. Pendant cette période, il dirigea le sauvetage du sous-marin USS S-51 (en), gagnant la première de ses trois médailles pour service distingué de la Marine.

### Dans l'aéronautique navale

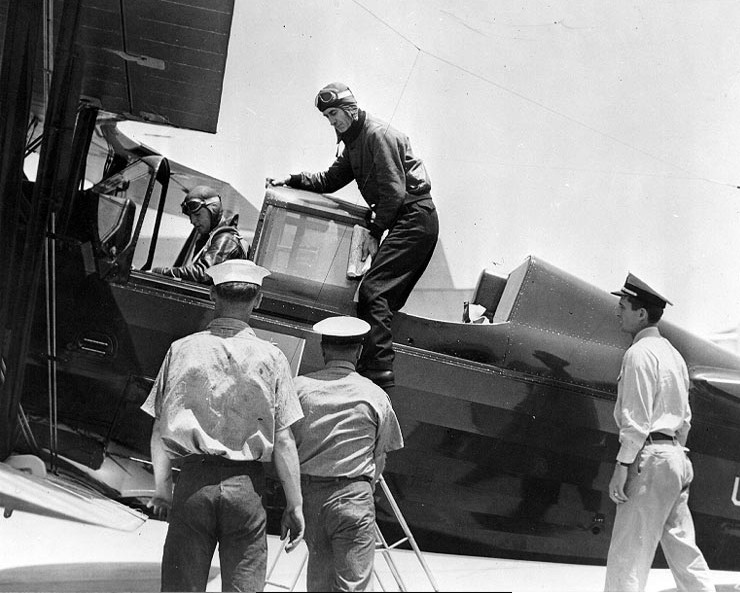
Le contre-amiral King arrive à bord de l' dans un SOC Seagull en 1936.

En 1926, le contre-amiral William A. Moffett, chef du Bureau of Aeronautics (BuAer), demanda à King d'envisager son transfert dans l'aéronautique navale. King accepta l'offre et reçut le commandement du ravitailleur d'hydravions USS Wright (AV-1) avec des fonctions supplémentaires telle que proche conseiller à l'État-major du Commandant des escadrilles de la Flotte de l'Atlantique.
La même année, le Congrès américain adopta une loi disposant que les commandants de porte-avions, hydravions, et d’installations côtières de l'aviation devaient avoir la qualification de pilote de l'aéronautique navale ou d'observateur aérien. En 1927 King fut donc dirigé vers la base aéronavale de Pensacola pour suivre une formation de pilote. Il était le seul captain dans sa classe de vingt et qui comprenait également le commander (en français : capitaine de frégate) Richmond K. Turner. King reçut son brevet d'aviateur naval sous le no 3368 le 26 mai 1927, et reprit le commandement de l'USS Wright. Son biographe décrivit ses capacités en vol comme « erratiques » et cita le commandant de l'escadrille avec laquelle il volait et qui lui demanda s'« il en savait assez pour avoir peur ? ». Entre 1926 et 1936, il effectua en moyenne 150 heures de vol par an.
King commanda l'USS Wright jusqu'en 1929, sauf lors d'un bref intermède où il supervisa le relevage du sous-marin USS S-4 (en). Il devint ensuite chef adjoint du Bureau de l'Aéronautique sous l'autorité du contre-amiral Moffett. Les deux hommes se brouillèrent à propos de certains éléments de la politique générale du Bureau, et il fut remplacé par le commander John Henry Towers et désigné au commandement de la Base navale de Norfolk.

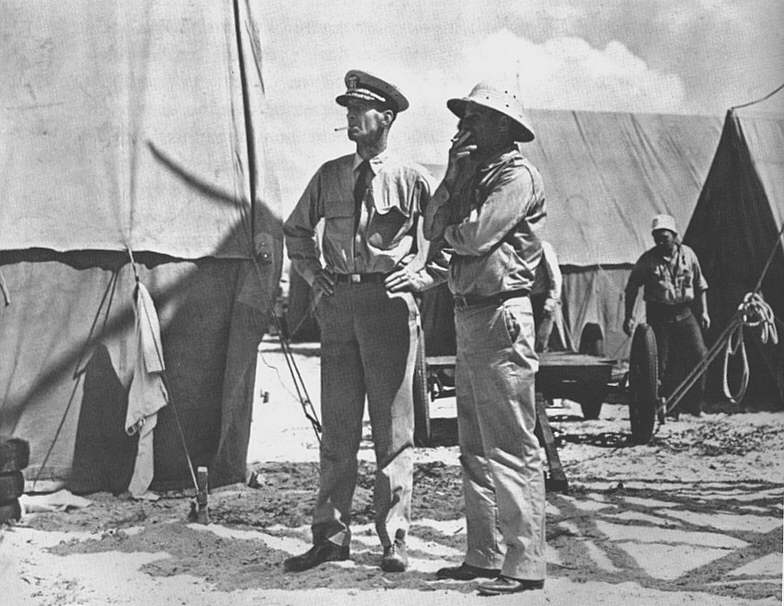
Le contre-amiral King, en 1937, aux bancs de sable de la Frégate française, entre les Hawaii et Midway.

Le 20 juin 1930, King reçut le commandement de l'USS Lexington alors l'un des plus grands porte-avions du monde, qu'il commanda durant les deux années suivantes. En 1932, Ernest King entreprit de suivre le cursus de l'École supérieure de guerre navale (Naval War College). Après que le contre-amiral Moffet eut été tué lorsque le dirigeable USS Akron s'est écrasé, le 4 avril 1933, King devint chef du Bureau de l'Aéronautique, étant le seul candidat à ce poste à avoir la qualification de pilote de l'aéronautique navale, et fut promu contre-amiral le 26 avril 1933. En tant que chef du BuAer, King travailla en étroite collaboration avec le chef du Bureau de la Navigation, le contre-amiral William D. Leahy, afin d'augmenter le nombre d'aviateurs navals.
À la fin de son mandat en tant que chef du bureau de l'aéronautique en 1936, King devint commandant de l'aviation basée à terre à la base aéronavale de North Island (Naval Air Station North Island), à San Diego. Il fut promu vice-amiral le 29 janvier 1938 devenant commandant de l'aviation de la Force de bataille (et se trouvant à ce moment un des trois seuls vice-amiraux de la Marine des États-Unis). Il a donc participé à ce titre aux manœuvres navales annuelles (en anglais : Fleet problems), qui ont mis en évidence, sans que la leçon eût été retenue, la vulnérabilité d'installations maritimes côtières, comme la base de Pearl Harbor ou le canal de Panama à des attaques aéronavales.
King espérait être nommé chef des opérations navales, mais le 15 juin 1939, il fut nommé membre du General Board, considéré comme le « cimetière des éléphants » pour les amiraux attendant la retraite. Il s'y fit cependant remarquer par une étude sur l'insuffisance de la défense contre avions de la Flotte et les remèdes à y apporter, qui impressionna le secrétaire à la Marine Charles Edison, qui le recommanda au président Roosevelt.

## Pendant la Seconde Guerre mondiale

### Commandant de la Flotte de l'Atlantique (septembre 1940-décembre 1941)

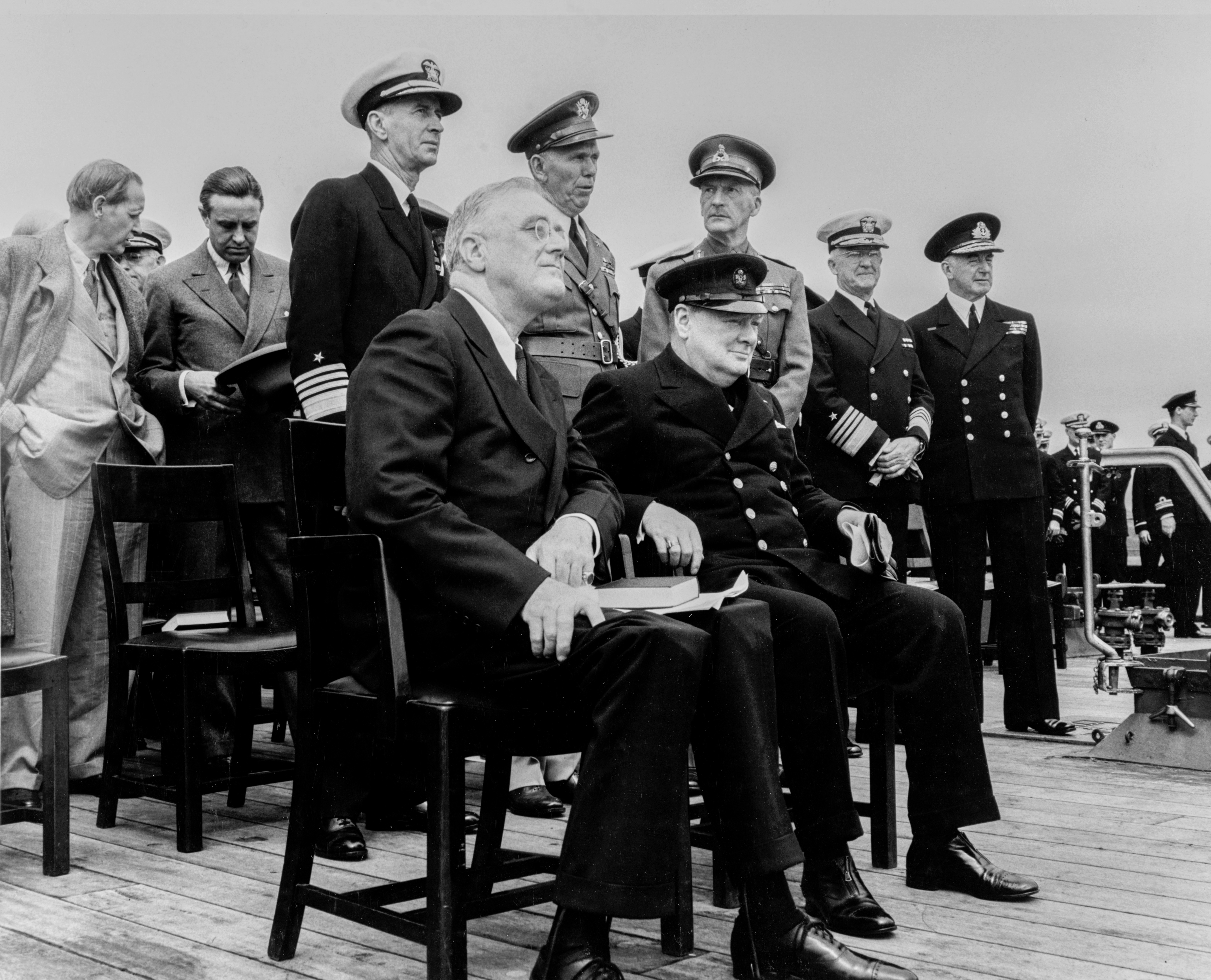
Churchill et Roosevelt à bord du à la conférence de l'Atlantique le 14 août 1941. Au second plan l'amiral King, le général Marshall, le général Sir John Dill, l'amiral Stark et l'amiral de la flotte (RN) Sir Dudley Pound.

Sa carrière fut relancée par l'un de ses rares amis dans la Marine, l'amiral Stark, chef des opérations navales, qui considérait que le talent d'Ernest King pour le commandement était mal employé au General Board. L'amiral Stark proposa King comme commandant en chef de la Flotte de l'Atlantique. Nommé à ce poste à l'automne 1940, le vice-amiral King fut promu amiral en février 1941. Le président Roosevelt embarqua sur son navire amiral, le croiseur lourd USS Augusta, pour se rendre à la conférence de l'Atlantique, en août 1941.
À cette période où le Royaume-Uni menait dans l'Atlantique une bataille difficile contre les sous-marins du contre-amiral Doenitz, le président Roosevelt a engagé les États-Unis dans une politique de soutien des démocraties sans aller jusqu'à la guerre, en assouplissant la législation garantissant la neutralité américaine, et en mettant en place un système de patrouilles de neutralité dans l'Atlantique au large des côtes américaines. Cette activité de l'U.S. Navy a été à l'origine de plusieurs incidents avec les U-Boots (attaques de l'USS Greer, de l'USS Kearny et de l'USS Reuben James, à l'automne 1941).

### Commandant en chef de la Flotte et chef des opérations navales
Fin décembre 1941, il devint commandant en chef de la Flotte des États-Unis, dont l'acronyme COMINCH a été substitué à CINCUS. Remplacé par le vice-amiral Ingersoll comme commandant-en-chef de la Flotte de l'Atlantique (CINCLANT), il a décidé que son poste de commandement ne serait plus sur le navire amiral de la flotte du Pacifique ou de l'Atlantique, mais à Washington. Fin mars 1942, il a été nommé chef des opérations navales, en remplacement de l'amiral Stark. Il a exercé conjointement ces deux commandements pendant toute la guerre du Pacifique.
Ernest King avait une personnalité complexe, arrogant, exigeant, grand buveur, John Ray Skates le décrit « peut être le plus détesté des leaders alliés de la Seconde guerre mondiale. Seul le maréchal britannique Montgomery a eu plus d'ennemis que lui. Apparemment, il réservait son charme aux femmes de ses collègues officiers. Au travail, il semblait toujours en colère ou ennuyé. »
Mais on lui reconnait un génie de l'organisation, une prédilection pour la technologie, une mémoire remarquable et une compétence très étendue en tous domaines de la guerre navale, sous-marins, destroyers, et aviation. Eric Larrabee, dans son ouvrage de 1987, Commander in Chief: Franklin Delano Roosevelt, His Lieutenants, and Their War a conclu que « L'esprit le plus fort parmi les Joint Chiefs of Staff américains était l'esprit d'Ernest J. King. ».

#### Vision stratégique et opérations dans le Pacifique
Ernest King avait un réel intérêt pour le Pacifique qui avait été au centre de la planification de la Marine américaine depuis deux décennies, mais Eric Larrabee, dans son ouvrage précité, considère qu'il avait un sens de la stratégie globale, qui le fit pleinement adhérer à la stratégie de « Germany First ». Cependant il était aussi persuadé qu'il fallait mener une guerre défensive pugnace dans le Pacifique, et il a poussé pour l'allocation de ressources suffisantes permettant d'y mener une stratégie agressive d'offensives limitées, pour déséquilibrer les Japonais jusqu'à ce que l'U.S. Navy soit assez forte pour lancer une contre-offensive avec des troupes bien aguerries. Il pensait qu'il n'y aurait assez de munitions pour une action offensive à la fois dans le Pacifique et en Europe qu'une fois l'industrie de guerre américaine parvenue à sa pleine production.

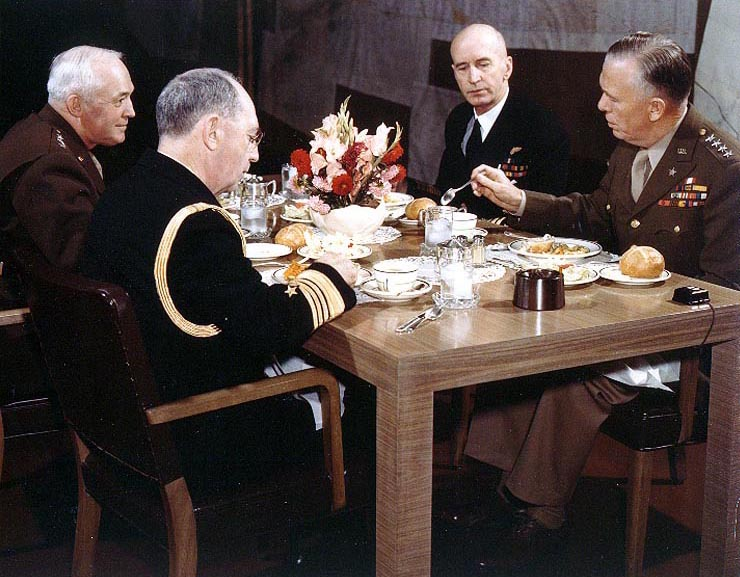
Repas des Chefs d'États-Majors, le général Arnold, l'amiral Leahy, l'amiral King et le général Marshall, en 1943.

Bien que l'amiral Nimitz, le nouveau commandant de la Flotte du Pacifique, fût un des plus brillants amiraux de l'U.S. Navy, Ernest King lui tint « la laisse courte », et c'est lui qui a dicté la stratégie des raids de porte-avions au début de 1942, contre les positions japonaises des îles Marshall et Gilbert. Il avait en effet correctement apprécié le fait que les opérations japonaises étaient soigneusement planifiées, mais rigidement exécutées, au point de ne pas permettre de réagir à des attaques de diversion. Dans cet esprit, le raid sur Tokyo a conforté son opinion, en balayant ce qui restait d'opposition au Japon contre l'opération de Midway, qui s'est révélée désastreuse pour la force aéronavale japonaise. Mais l'amiral King a su, à cette occasion, laisser l'amiral Nimitz mener l'affaire comme il l'entendait.
Il a également été l'instigateur d'une contre-offensive américaine, immédiatement après la victoire de Midway. Il a choisi d'agir dans le secteur des îles Salomon, et en particulier de Guadalcanal, dans l'esprit du plan Orange, qui donnait la priorité au maintien de la liaison entre les Hawaii et l'Australie. Mais en raison des réticences du général Marshall, chef d'État-major de l'Armée l'amiral King dut accepter que l'opération à Guadalcanal fût menée avec les seuls moyens de l'U.S. Navy et des U.S. Marines, qui n'ont été relevés par des divisions de l'Armée qu'à la fin de 1942.
Les relations entre Ernest King et Douglas MacArthur ont souvent été difficiles, et le point de vue de l'amiral King a prévalu en ce qui concerne l'offensive stratégique dans le Pacifique central, de novembre 1943 à octobre 1944. Comme commandant en chef (COMINCH) de la Flotte des États-Unis, il était en effet très critique à l'égard de la stratégie du commandant en chef des Forces armées des États-Unis en Extrême-Orient qui entendait procéder à la reconquête des Philippines, en partant de Nouvelle-Guinée. Il estimait préférable de mener une offensive directe vers le Japon, en partant de la conquête des territoires japonais « sous mandat », archipels des îles Marshall et des îles Mariannes. Malgré leurs dissensions, ils ont finalement obtenu que soit accrue la part des moyens affectés au secteur du Pacifique, dont King estimait qu'il aurait dû bénéficier de 30 % de l'effort de guerre allié, alors qu'il n'en recevait que 15 %.
À l'été 1944, alors que le général MacArthur persistait à vouloir donner la priorité à la reconquête des Philippines, King, qui était un admirateur du général Stilwell, alors conseiller militaire de Tchang Kaï-Chek, était partisan d'une attaque sur Formose, avec une perspective de débarquement en Chine, pour aboutir à un blocus du Japon. Mais il eût fallu disposer d'une dizaine de divisions d'infanterie, ce qui ne paraissait pas possible tant que l'Allemagne n'aurait pas été défaite. Lorsque le président Roosevelt a arbitré le choix du point de convergence des offensives américaines, en faveur du général MacArthur, la couverture éloignée de l'opération est restée, par l'intermédiaire de la Fast Carrier Task Force, de la responsabilité de la Marine.
Pour la phase finale des opérations contre l'empire du Japon, l'amiral King n'était partisan ni d'un débarquement sur l'archipel nippon, ni de l'emploi de la bombe atomique, mais considérait que les forces américaines avaient la capacité d'assurer un blocus qui viendrait à bout de la résistance japonaise, sans même avoir à débarquer en Chine, dès lors que Tchang Kaï-Chek avait obtenu le rappel du général Stilwell. Enfin King n'était pas favorable une entrée en guerre de l'Union soviétique contre le Japon.

#### Réticences et antipathie à l'égard des Britanniques
L'amiral King s'est montré un partenaire difficile avec ses différents homologues, qu'ils fussent britanniques ou qu'ils appartinssent à l'Armée des États-Unis. Le général Lord Ismay, conseiller militaire de Sir Winston Churchill a dit de lui qu'il était « un dur à cuire et aussi raide qu'un piquet. Il était distant, presque au point de l'impolitesse. Au début, il était intolérant et suspicieux de toutes choses britanniques, notamment de la Royal Navy, mais il était presque aussi intolérant et méfiant envers l'Armée de terre des États-Unis ». Le général Stillwell a rapporté qu'à la conférence de Casablanca, en 1943, King en vint presque aux mains avec le field marshall Sir Alan Brooke qui lui reprochait de favoriser la guerre du Pacifique.
Les exemples sont multiples où les prises de position de l'amiral King ont fait l'objet de controverses, qu'il s'agisse de la conduite de la lutte anti-sous marine, au début de la bataille de l'Atlantique où on lui a reproché d'avoir tardé à prendre des mesures de black-out, pour gêner les sous-marins allemands, au cours de l'opération Paukenschlag (en anglais : operation Drumbeat), ou d'organisation de convois escortés, au début de 1942. La Marine américaine a préféré initialement mettre en place des patrouilles sur les routes maritimes plutôt qu'escorter les convois. Ce n'est qu'en mai 1942 que l'amiral King donna son accord pour que le commandant de la frontière maritime de l'Est, le vice-amiral Andrews, puisse utiliser des cotres et d'autres petits navires armés pour escorter des convois depuis Newport (Rhode Island) jusqu'à Key West, alors qu'1,5 million de tonnes avaient été coulées par les sous-marins allemands dans l'Atlantique nord de janvier à mai 1942.

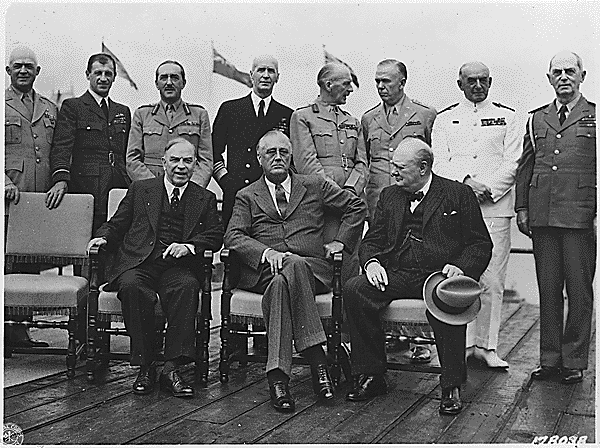
L'amiral King (quatrième à gauche au second rang) au cours de la conférence de Québec, en août 1943.

Il s'est également montré réticent à l'emploi d'appareils de patrouille à long rayon d'action comme les « VLR Liberators », pour détecter les sous-marins au milieu de l'Atlantique, et n'a pas accordé une priorité particulière pour la fabrication des chalands de débarquement nécessaires pour l'opération Overlord. Enfin, il s'est opposé, particulièrement à la conférence de Québec d'août 1943, à une participation de la nouvelle Flotte britannique du Pacifique (British Pacific Fleet), à des opérations contre le Japon. Il lui arrivait de faire peu de cas des considérations diplomatiques. C'est ainsi qu'en novembre 1943, en désignant le vice-amiral Kinkaid, sans consultation préalable des Australiens et du général MacArthur, comme commandant de la VIIe Flotte, mais aussi des forces navales de la zone du Pacifique Sud-Ouest, il les mit de la sorte devant le fait accompli.
Ses contempteurs ont imputé ces prises de position à une profonde anglophobie, répugnant à la mise en œuvre d'initiatives ou d'innovations d'origine britannique, et discutant âprement l'octroi de moyens pour le théâtre d'opérations européen lorsque les Britanniques en étaient demandeurs. Outre que les raisons profondes d'un tel sentiment n'ont jamais été pleinement explicitées, des raisons techniques pouvaient conforter son attitude, en particulier le souci de la meilleure efficience des moyens disponibles. « Nous devons faire tout ce que nous pouvons avec ce que nous avons » était une de ses formules préférées Ainsi l'insuffisance des moyens d'escorte des convois par la Marine américaine, au début de 1942, était criante par rapport à l'ampleur des tâches qui lui incombaient. Pour ce qui est de l'emploi des avions à long rayon d'action pour la lutte sous-marine, la position du général Arnold, chef d'état-major des USAAF était identique à la sienne: la priorité devait aller aux actions de bombardement classique. En ce qui concerne les moyens de débarquement pour l'opération Overlord, il faut garder à l'esprit que les forces américaines du Pacifique en avaient aussi un urgent besoin pour mener quinze jours plus tard, l'Opération Forager c'est-à-dire le débarquement sur les îles Mariannes, avec un même nombre de divisions qu'en Normandie. Enfin pour ce qui était de l'engagement des forces navales britanniques dans le Pacifique occidental, il est patent qu'une quasi-intégration des forces britanniques aux forces américaines posait de réels problèmes.
Mais sur l'ensemble de ces points, l'amiral King a finalement cédé ou s'est trouvé contraint à un compromis. C'est ainsi qu'en ce qui concerne la lutte anti sous-marine, il a créé en 1943 une 10e flotte, c'est-à-dire une cellule, sous son commandement direct, chargée de la coordination des différents aspects de cette forme de guerre navale. Cependant, en ce qui concerne les objectifs assignés à la Flotte britannique du Pacifique, l'amiral King fut intraitable : les attaques de la fin juillet 1945 contre les derniers bâtiments réfugiés dans les principaux ports militaires japonais ont été délibérément effectuées à 100% par des forces américaines.

#### Rudesse dans la gestion du personnel
Il était également dur avec ses subordonnés, considérant qu'un officier dont le navire avait été coulé, quelles qu'en soient les circonstances ne devait plus retrouver un commandement à la mer. Il revenait rarement sur ses jugements. « Une fois qu'Ernie King avait descendu quelqu'un, il ne changeait jamais d'avis. Seule la première impression comptait ». Le vice-amiral Fletcher et le vice-amiral Pownall en ont fait l'amère expérience, et dans une certaine mesure le contre-amiral Mitscher, de juin 1942 à janvier 1944. L'amiral King a été d'une extraordinaire rudesse au cours d'une mission d'inspection à l'été 1944, à Hawaii et à Saipan, alors que venait d'être remportée une très importante victoire en mer des Philippines. En 1945, il fait traduire en cour martiale, contre l'avis de l'amiral de la flotte Nimitz, le commandant du croiseur USS Indianapolis, qui avait été coulé, fin juillet 1945, par un sous-marin japonais, au motif qu'il naviguait sans effectuer de zigzags

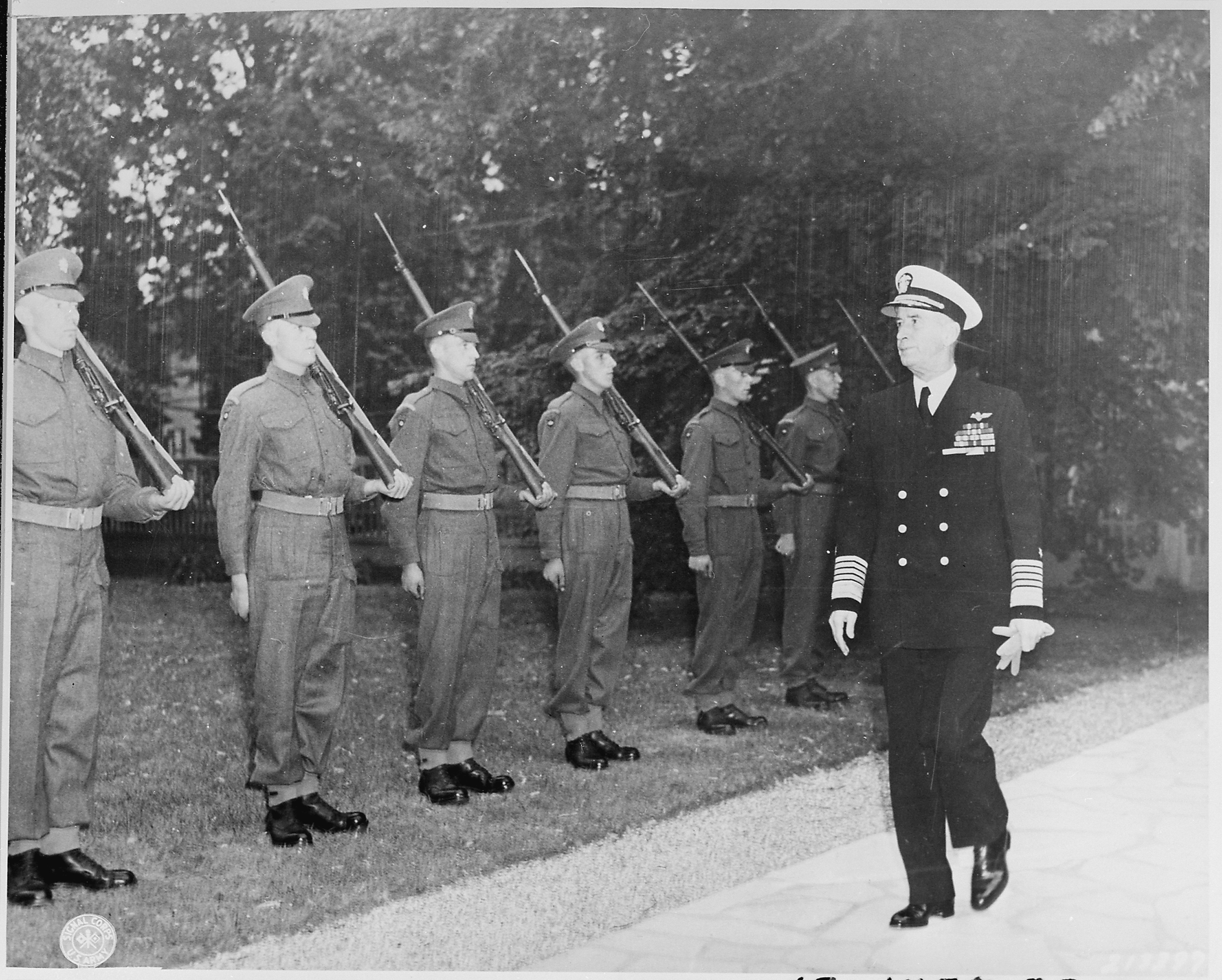
L'amiral de la Flotte King, devant une garde d'honneur de Scots Guards, au cours de la conférence de Potsdam, fin juillet 1945.

L'amiral King pensait qu'il fallait des règles précises en matière de gestion du personnel. Ainsi, sans aller jusqu'à penser que le commandement des forces à la mer devait être réservé aux amiraux qui avaient la qualification d'aviateur naval, comme le préconisait le vice-amiral Towers, ce qui incidemment aurait amené ce dernier à remplacer l'amiral Nimitz, l'amiral King a fait poser le principe que tout amiral qui n'avait pas la qualification d'aviateur devait être flanqué d'un chef d'état-major qui l'aurait, et réciproquement,.
Le 23 novembre 1942, il écrivit un message au président Roosevelt pour dire qu'il avait atteint l'âge de la retraite obligatoire. Roosevelt lui répondit par une note « Et puis quoi, mon vieux ? ». Deux ans plus tard, le 17 décembre 1944, il fut promu au grade nouvellement créé d'amiral de la flotte, auquel Roosevelt avait décidé que ne s'appliquerait aucune limite d'âge.
Il quitta le service actif le 15 décembre 1945, remplacé comme chef des opérations navales par l'amiral de la flotte Nimitz. King vécut alors à Washington. Il resta actif dans un premier temps mais il fut victime d'un AVC handicapant en 1947. Il fut cependant rappelé en tant que conseiller auprès du secrétaire à la Marine des États-Unis en 1950. Sa mauvaise santé le força en fin de compte à rester dans les hôpitaux de la Marine à Bethesda, au Maryland, et au chantier naval de Portsmouth à Kittery.
Il meurt d'une crise cardiaque à Kittery le 26 juin 1956 et repose au cimetière de l'Académie navale d'Annapolis.
Un destroyer lance-missiles de classe Farragut portant son nom, l'USS King (DDG-41) (en), a été en service dans l'U.S. Navy de 1960 à 1991.

## Dates de promotion
- Aspirant – juin 1901

| Ensign      | Lieutenant, Junior Grade | Lieutenant  | Lieutenant commander | Commander        | Captain           |
| O-1         | O-2                      | O-3         | O-4                  | O-5              | O-6               |
| ----------- | ------------------------ | ----------- | -------------------- | ---------------- | ----------------- |
|             |                          |             |                      |                  |                   |
| 7 juin 1903 | Non obtenu               | 7 juin 1906 | 1er juillet 1913     | 1er juillet 1917 | 21 septembre 1918 |

| Rear Admiral (Lower Half) | Rear Admiral (Upper Half) | Vice Admiral    | Admiral          | Fleet Admiral    |
| O-7                       | O-8                       | O-9             | O-10             | O-11             |
| ------------------------- | ------------------------- | --------------- | ---------------- | ---------------- |
|                           |                           |                 |                  |                  |
| Non obtenu                | 26 avril 1933             | 29 janvier 1938 | 1er février 1941 | 17 décembre 1944 |

King n'a jamais obtenu le grade de Lieutenant Junior Grade bien que, pour des raisons administratives, ses états de service indiquent que ses promotions au grade de lieutenant, junior grade et à celui de lieutenant, se déroulèrent le même jour.